# Удильщикообразные
Удильщикообразные, или морские черти (лат. Lophiiformes) — отряд лучепёрых рыб с преимущественно курьёзной внешностью. Одним из их отличительных признаков являются твёрдые грудные плавники, служащие для опоры. Все удильщикообразные обитают в море, в основном на большой глубине. Представители семейства клоуновых (Antennariidae) встречаются и на мелководье тропических коралловых рифов. Эти виды являются частью бентоса, в то время как многие глубоководные виды ведут пелагический образ жизни.

## Описание
Передняя часть спинного плавника, если он присутствует, расположена прямо над пастью и имеют форму «удочки» (Illicium, иллиций) с приманкой (Esca, эска) для привлечения добычи. Именно эта особенность дала таксону его название. Брюшные плавники, если имеются, сидят на горле. Грудные плавники поддерживаются 2—3 скелетными элементами, из которых нижний сильно увеличен, обычно расширен на конце и может совершать вращательные движения. Это позволяет данным рыбам использовать грудные плавники, как бы согнутые в локте, для ползания по грунту. Жаберная щель мала и находится в непосредственном соседстве от основы грудных плавников. Первый позвонок сросшийся с черепом.
Тело голое, подчас с большим количеством кожных выростов или покрыто костными бугорками, шипиками или бляшками.

## Классификация
Отряд удильщикообразных делится на 5 подотрядов с 18 семействами, 78 родами и около 358 видами:
- Подотряд Удильщиковидные (Lophioidei)
  - Семейство Удильщиковые (Lophiidae)
- Подотряд Клоуновидные (Antennarioidei)
  - Семейство Брахионихтиевые (Brachionichthyidae)
  - Семейство Клоуновые (Antennariidae)
  - Семейство Лофихтиевые (Lophichthyidae)
  - Семейство Тетрабрахиевые (Tetrabrachiidae)
- Подотряд Хаунаксовидные (Chaunacoidei)
  - Семейство Хаунаксовые (Chaunacidae)
- Подотряд Нетопыревидные (Ogcocephaloidei)
  - Семейство Нетопырёвые (Ogcocephalidae)
- Подотряд Цератиевидные (Ceratioidei)
  - Семейство Гигантактиновые, или длиннощуповые удильщики, или длиннощуповые[2] (Gigantactinidae)
  - Семейство Гимантолофовые (Himantolophidae)
  - Семейство Дицератиевые (Diceratiidae)
  - Семейство Каулофриновые (Caulophrynidae)
  - Семейство Линофриновые (Linophrynidae)
  - Семейство Меланоцетовые (Melanocetidae)
  - Семейство Новоцератиевые (Neoceratiidae)
  - Семейство Онейродовые (Oneirodidae)
  - Семейство Тавматихтовые или тауматихтовые[2] (Thaumatichthyidae)
  - Семейство Центрофриновые (Centrophrynidae)
  - Семейство Цератиевые (Ceratiidae)

### Кладограмма
Отношения между подотрядами можно проиллюстрировать следующей кладограммой:

|  | Chaunacoidei (хаунаксовидные)                                                                    |
|  |                                                                                                  |
|  | \| \| Ogcocephaloidei (нетопыревидные) \| \| \| \| \| \| Ceratioidei (цератиевидные) \| \| \| \| |
|  |                                                                                                  |
|  | Ogcocephaloidei (нетопыревидные)                                                                 |
|  |                                                                                                  |
|  | Ceratioidei (цератиевидные)                                                                      |
|  |                                                                                                  |

|  | Ogcocephaloidei (нетопыревидные) |
|  |                                  |
|  | Ceratioidei (цератиевидные)      |
|  |                                  |

|  | Chaunacoidei (хаунаксовидные)                                                                    |
|  |                                                                                                  |
|  | \| \| Ogcocephaloidei (нетопыревидные) \| \| \| \| \| \| Ceratioidei (цератиевидные) \| \| \| \| |
|  |                                                                                                  |
|  | Ogcocephaloidei (нетопыревидные)                                                                 |
|  |                                                                                                  |
|  | Ceratioidei (цератиевидные)                                                                      |
|  |                                                                                                  |

|  | Ogcocephaloidei (нетопыревидные) |
|  |                                  |
|  | Ceratioidei (цератиевидные)      |
|  |                                  |

|  | Chaunacoidei (хаунаксовидные)                                                                    |
|  |                                                                                                  |
|  | \| \| Ogcocephaloidei (нетопыревидные) \| \| \| \| \| \| Ceratioidei (цератиевидные) \| \| \| \| |
|  |                                                                                                  |
|  | Ogcocephaloidei (нетопыревидные)                                                                 |
|  |                                                                                                  |
|  | Ceratioidei (цератиевидные)                                                                      |
|  |                                                                                                  |

|  | Ogcocephaloidei (нетопыревидные) |
|  |                                  |
|  | Ceratioidei (цератиевидные)      |
|  |                                  |

|  | Chaunacoidei (хаунаксовидные)                                                                    |
|  |                                                                                                  |
|  | \| \| Ogcocephaloidei (нетопыревидные) \| \| \| \| \| \| Ceratioidei (цератиевидные) \| \| \| \| |
|  |                                                                                                  |
|  | Ogcocephaloidei (нетопыревидные)                                                                 |
|  |                                                                                                  |
|  | Ceratioidei (цератиевидные)                                                                      |
|  |                                                                                                  |

|  | Ogcocephaloidei (нетопыревидные) |
|  |                                  |
|  | Ceratioidei (цератиевидные)      |
|  |                                  |